# Вірменський державний педагогічний університет
Вірменський державний педагогічний університет імені Хачатура Аветіковича Абовяна — університет, заснований у 1922 році на базі педагогічного факультету Єреванського університету.
Готує викладачів загальноосвітніх шкіл, вихователів. В інституті працюють 10 факультетів. Навчання проходять близько 10 тисяч студентів.

## Відомі випускники
- Вергіне Гарніківна Свазлян (нар. 1934) — радянська і вірменська жінка-вчений, етнограф, фольклорист-вірменознавець та історик-геноцидознавець.